# ポール・バリソン
ポール・バリソン（ポール・バーリソン、Paul Burlison、本名：デビッド・ポール・バーリソン (David Paul　Burlison) 、1929年2月4日 - 2003年9月27日）は1950年代中頃のアメリカ合衆国のアーティスト、ジョニー・バーネット・トリオ(Johnny Burnette Trio)のメンバーである。

## 経歴
1929年2月4日、テネシー州ブラウンスビルで父 Raymond Burlison、母 Sarah Lee burlison の間に生まれる。家業は農家をしていたが1937年、ブラウンスビル一帯が大洪水になりメンフィスに移住。以来、農家からレストランや病院の経営に転業。
少年時、祖母や叔父、友人の影響でギターを始める。ゴスペルやその他の黒人音楽に影響を受ける。
その後ヒュームズハイスクール入学後、ヒルビリーバンド The Memphis Ramblers　にベーシストとして加入し本格的にバンド活動を始める。ヒュームズハイスクール中退、Ramblers脱退後、海軍に。入隊中にアマチュアボクシングを始める。除隊後、電気工事士養成学校に。卒業後、電気工事士として働き始める。
その後、ヒルビリーバンド Shelby Pollin & The Memphis Four にギターリストとして加入。毎日、アーカンソー州の地元ラジオ局KWEMで夕方30分枠の番組で演奏。それをスタジオで聞いていたハウリン・ウルフの御目に適い、3ヶ月間ウルフとユニットを組むが、当時は人種差別の問題があった為、ポール・バーリソンの名前がギタリストとしてクレジットされる事は無かった。
この頃、ボクシング繋がりで、ジョニー・バーネット、ドーシー・バーネットの兄弟と知り合い、一緒にやらないかともちかけた事により、Shelby Pollin & The Memphis Four にジョニーバーネットがボーカルとしてしばしば参加する。その頃ドーシー・バーネットはビル・ブラック、スコッティ・ムーア(後のエルヴィス・プレスリーのバックミュージシャン)とバンド活動している。
その後1952年、バーリソンは Shelby Pollin & The Memphis Four を脱退、ジョニー・バーネット・トリオの結成に至る。（後、ジョニー・バーネット・トリオ参照）